# Fairfield (Illinois)
Fairfield és una població dels Estats Units a l'estat d'Illinois. Segons el cens del 2000 tenia 5.421 habitants.

## Demografia
Segons el cens del 2000, Fairfield tenia 5.421 habitants, 2.495 habitatges, i 1.494 famílies. La densitat de població era de 578,2 habitants/km².
Dels 2.495 habitatges en un 24,8% hi vivien nens de menys de 18 anys, en un 46,4% hi vivien parelles casades, en un 10,8% dones solteres, i en un 40,1% no eren unitats familiars. En el 37% dels habitatges hi vivien persones soles el 21,3% de les quals corresponia a persones de 65 anys o més que vivien soles. El nombre mitjà de persones vivint en cada habitatge era de 2,11 i el nombre mitjà de persones que vivien en cada família era de 2,74.
Per edats la població es repartia de la següent manera: un 20,5% tenia menys de 18 anys, un 8% entre 18 i 24, un 24,1% entre 25 i 44, un 22,4% de 45 a 60 i un 24,9% 65 anys o més.
L'edat mediana era de 43 anys. Per cada 100 dones de 18 o més anys hi havia 77,6 homes.
La renda mediana per habitatge era de 25.797 $ i la renda mediana per família de 36.278 $. Els homes tenien una renda mediana de 28.866 $ mentre que les dones 19.985 $. La renda per capita de la població era de 16.791 $. Aproximadament el 8,5% de les famílies i el 13,1% de la població estaven per davall del llindar de pobresa.

## Poblacions més properes
El següent diagrama mostra les poblacions més properes.